# Flughafen Kayseri

i7
i11
i13
Der Flughafen Kayseri (auch Flughafen Kayseri Erkilet, türkisch Kayseri Havalimanı oder Kayseri Erkilet Havalimanı, englisch Kayseri International Airport, Kayseri Erkilet International Airport oder Erkilet International Airport, IATA-Code: ASR, ICAO-Code: LTAU) ist ein als Internationaler Verkehrsflughafen klassifizierter Verkehrsflughafen mit militärischer Nutzung. Er liegt etwa zehn Kilometer nördlich der Stadt Kayseri, Kappadokien bei dem Ort Erkilet im asiatischen Teil der Türkei. Er wird durch die staatlichen Flughafenbetreiber DHMI betrieben.

## Geschichte und Einrichtungen
Der Flughafen wurde im Jahr 1998 dem Betrieb übergeben und wird sowohl zivil als auch durch die türkische Luftwaffe genutzt. Er verfügt über einen Terminal mit einer Kapazität von 5.500.000 Passagieren im Jahr. Er besitzt eine 3000 Meter lange befestigte Start- und Landebahn mit Instrumentenlandesystem (ILS). Das Vorfeld für den Zivilluftverkehr hat eine Größe von 400 × 102 Meter und kann acht Verkehrsflugzeuge aufnehmen. Für den Militärbetrieb befinden sich zahlreiche andere Einrichtungen und Hangars am Flughafen, auf dem Flugplatz sind die Transportflugzeuge der türkischen Luftstreitkräfte stationiert.
Der Flughafen ist mit Taxi, Privatwagen oder Flughafenbus zu erreichen. Vor dem Terminal gibt es Parkplätze für 430 Autos.

## Fluggesellschaften und Ziele
Im Jahr 2019 wurden Inlandsziele sowie  Düsseldorf, Frankfurt, Hannover, Köln-Bonn, Münster/Osnabrück, München, Stuttgart und Basel angeflogen.

## Verkehrszahlen
| Jahr | Passagiere | Veränderung zum Vorjahr |
| ---- | ---------- | ----------------------- |
| 2024 | 2.603.314  | ▲ 10,6 %                |
| 2023 | 2.353.629  | ▲ 3,2 %                 |
| 2022 | 2.281.624  | ▲ 35,6 %                |
| 2021 | 1.681.218  | ▲ 44,8 %                |
| 2020 | 1.161.561  | ▼ 50,1 %                |
| 2019 | 2.326.192  | ▲ 6,5 %                 |
| 2018 | 2.183.847  | ▲ 1,7 %                 |
| 2017 | 2.147.320  | ▲ 8,2 %                 |
| 2016 | 1.984.525  | ▲ 0,6 %                 |
| 2015 | 1.972.148  | ▲ 14,3 %                |
| 2014 | 1.725.846  | ▲ 5,7 %                 |
| 2013 | 1.633.012  | ▲ 22,8 %                |
| 2012 | 1.329.826  | ▲ 8,7 %                 |
| 2011 | 1.223.760  | ▲ 30,2 %                |
| 2010 | 940.245    | ▲ 20,8 %                |
| 2009 | 778.639    | ▲ 15,4 %                |
| 2008 | 674.833    | ▼ 11,8 %                |
| 2007 | 765.306    | ▬                       |

## Zwischenfälle
- Am 30. Juni 1986 verunglückte eine Douglas DC-3/C-47B-1-DL der türkischen Luftstreitkräfte (Luftfahrzeugkennzeichen TAF 43-16395) auf einem Testflug nahe dem Flughafen Kayseri. Das Flugzeug wurde zerstört. Alle vier Besatzungsmitglieder überlebten den Unfall.[5]

- Am 14. November 1988 fing eine Transall C-160D der türkischen Luftstreitkräfte (TAF 69-030) auf dem Vorfeld des Luftwaffenstützpunkts Kayseri-Erkilet Feuer und brannte vollständig aus. Über Personenschäden ist nichts bekannt, es gab jedoch keine Todesfälle.[6]

- Am 25. Januar 2024 kam es an einer Transall C-160T der türkischen Luftstreitkräfte (TAF 69-036) zu einem Leistungsverlust. Die Piloten machten eine Notlandung auf dem militärischen Teil des Flughafens Kayseri-Erkilet. Videos zeigen einen Landeanflug im Tiefflug auf den Flugplatz; und das Flugzeug scheint eine Fahrwerksstörung gehabt zu haben. Es wurden keine Verletzten gemeldet, das Flugzeug wurde jedoch erheblich beschädigt und möglicherweise abgeschrieben.[7]